# Jarmila Urbánková
Jarmila Urbánková, provdaná Galandauerová (23. února 1911 Horní Vilémovice – 13. května 2000 Praha) byla moravská redaktorka, překladatelka a lyrická básnířka.

## Život
Jarmila Urbánková se narodila v Horních Vilémovicích na Třebíčsku v rodině českobratrského faráře Jaroslava Urbánka a Herminy rozené Marešové. Měla bratra Jana Bedřicha Miroslava (1914) a sestru Věru Annu Jaroslavu (1907).
Po gymnáziu v Třebíči a v Přerově, kam se v roce 1924 přestěhovala (odmaturovala v roce 1930), vystudovala Filozofickou fakultu MU v Brně (čeština-angličtina), studium ukončila roku 1935. Po studiích se začala živit jako překladatelka. V listopadu 1935 odjela na pět měsíců do Londýna, aby se zdokonalila v angličtině. Za necelý rok se provdala za právníka Maxe Galandauera, aktivního komunistu brněnské Levé fronty. Na začátku okupace byl její muž zatčen. Později zemřel v koncentračním táboře. Jejich syn Jan Galandauer (1936) je historik.
Po skončení války pracovala v Praze na ministerstvu informací. Na jaře 1953 přešla do Státního nakladatelství dětské knihy, kde byla vedoucí redaktorkou. V roce 1955 se stala redaktorkou Literárních novin, odkud za dva roky odešla a nastoupila do Zrcadla kultury v Čs. rozhlasu. Od začátku 60. let se věnovala výhradně literární práci.
První básně uveřejňovala v přerovském deníku Obzor pod pseudonymem Jurka Baranákov nebo Marina Kraftová. Přispívala do Listů pro umění a kritiku, Literárních novin, Rudého práva, Tvorby, Večerní Prahy, Literárního měsíčníku aj. Překládala především z angličtiny, francouzštiny, němčiny, bulharštiny a slovenštiny. Zaměřila se na autory, jako jsou A. J. Cronin, G. Hauptmann, J. Keats, P. B. Shelley. Také přebásnila Shakespearovy sonety. V letech 1934–1948 byla členkou Moravského kola spisovatelů.
Za básnické a překladatelské dílo byla v roce 1976 oceněna titulem Zasloužilá umělkyně.

## Dílo

### Básnické sbírky
- Rozbité zrcadlo (1932)
- Horní náměstí (1934)
- Větrný čas (1937)
- Slunečnice (1942)
- Cituplná zkazka o strastech i slastech u Havláska (1944)
- K jitřnímu prameni (1955)
- Krůpěje (1957)
- Zpívající pták (1964)
- Kotvy a stébla (1978)
- Ve stínu viklanu (1986)

### Verše pro děti
- Vonička (1943)
- Čím bys chtěl být (1946)
- Kde zvířátka bydlí (1955)

### Výbory z poezie
- Po slunci hlavu obracím (1961)
- Pod milostnou lunou (1968)
- Zrcadlo (1973)
- Ozvěny jar (1981)
- Všechny moje krajiny (1986)

### Překlady
- Černá krev – Louis Guilloux; z francouzštiny přeložili Svatava Pírková, verše Jarmila Urbánková. Praha: Julius Albert, 1937
- Špinavá práce – W. Greenwood; z angličtiny. Praha: Rudolf Kmoch, 1939
- Alastor neboli Duch samoty – P. B. Shelley. 1939
- Maska – Edgar Wallace. Praha: Julius Albert, 1940
- Mezi dvěma válkami: I. díl – Ina Seidel; z němčiny; dřevoryt a grafická úprava Cyrila Boudy. Praha: Rudolf Kmoch, 1941
- Bílý jelen – Hans Fridrich Blunck; z němčiny. 1942
- Usměvavý poutník – G. Hauptmann. 1942
- Z ohně a vzduchu jsem... – F. Thorén. 1942
- Bylo jednou zelené údolí – Richard Llewellyn; z angličtiny. Praha: Bohumil Janda, 1947
- Podivuhodné příběhy z čínských tržišť a bazarů – Jaroslav Průšek; z čínštiny Jaroslav Průšek; verše přebásnila Jarmila Urbánková ... et al. Praha: František Borový, 1947
- Mezi dvěma plameny: výbor anglické poezie; s dalšími. 1948
- Nečekaný návrat: zbožné i méně zbožné vzpomínky kapitána Karla Rydera – Evelyn Waugh. Praha: Vyšehrad, 1948
- Odhalení Jihu – Stetson Kennedy; z angličtiny přeložily Jiřina Hauková a Jarmila Urbánková. Praha: Svoboda, 1949
- Diplomat – James Aldridge; z angličtiny přeložili Jarmila Urbánková a Bohumil Vančura. Praha: Melantrich, 1951
- Pohádka o dědovi Mrázovi – Mária Ďuríčková; ilustrovala Milada Marešová. Praha: SNDK, 1955
- Má dobo, čase můj – Johannes R. Becher; přeložili Valter Feldstein, Ludvík Kundera, Milan Maralík, Jan Skácel, Jarmila Urbánková a František Vrba. Praha: SNKLHU, 1956
- Tři Tlouštíci – Jurij Oleša; z ruštiny přeložila Zdeňka Havránková; verše přeložila Jarmila Urbánková; ilustrace František Bidlo. Praha: Svět sovětů, 1957
- Bulharská lidová poesie – s dalšími. 1957
- Pohádky a písně Lužických Srbů – vybral a uspořádal Jiří Horák; prózu přeložili Jiří Horák, Miloslava Lorencová, Vlasta Netolická-Straková; písně přeložila Jarmila Urbánková; grafická úprava Jiří Hejna. Praha: SNKLHU, 1959
- Anglosaský postoj – Angus Wilson; doslov Květa Marysková. SNKLHU, 1960
- O času a řece: vyprávění o hladu mládí – Thomas Wolfe; přeložili Vladimír Vendyš a Jarmila Urbánková; doslov napsal Vladimír Vančura. Praha: SNKLHU, 1961
- Úsvity a bouře – O. Županič; spolupráce s O. Berkopcem. 1962
- Junácký zápas: pověsti o Jánošíkovi – Mária Rázusová-Martáková; ilustroval Robert Dúbravec. Praha: SNDK; Bratislava: Mladé letá, 1962
- Nežiju – hořím – Pejo Javorov; vybrala, uspořádala, předmluvu a ediční poznámku napsala Dana Hronková; přebásnila Jarmila Urbánková za jazykové spolupráce Dany Hronkové. Praha: SNKLHU, 1964
- První film – M. Ferko. 1966
- Říjen: antologie básní – s dalšími. 1967
- Příběh jednoho manželství – P. S. Bucková. 1970
- A hvězdy mlčí – A. J. Cronin. Praha: Práce, 1970
- Od renesance k baroku: proměny umění a literatury 1400–1700 – Wylie Sypher; z angličtiny přeložili Jaroslav Dítě, verše Jarmila Urbánková. Praha: Odeon, 1971
- Jižní vítr: deset bulharských básníků – Dora Gabe, Elisaveta Bagrjana, Atanas Dalčev, Valeri Petrov, Blaga Dimitrovová, Pavel Matev, Vatjo Rakovski, Petr Karaangov, Ljubomir Levčev, Slav Christo Karaslavov; vybrala a uspořádala Dana Hronková; úvodní slovo napsal Vilém Závada; přeložili K. Boušek, V. Hons, A. Kraus, G. Marešová, J. Pilař, I. Skála, J. Urbánková, O. Vyhlídal, V. Závada. Praha: Československý spisovatel (ČS), 1974
- Tři stálice: William Wordsworth, John Keats, P. B. Shelley: výbor – verše i ukázky z korespondence vybrala a přeložila; portréty básníků nakreslil Josef Paukert. Praha: ČS, 1974
- Mladým – Laco Novomeský; s dalšími. 1975
- Villette – Charlotte Brontëová; ilustrovala Dagmar Berková. Praha: Albatros, 1975
- Víla nedbá o domácnost: antologie bulharského folkloru – s dalšími. 1976
- Sonety – William Shakespeare; přeložili Břetislav Hodek, Zdeněk Hron, František Hrubín, Erik A. Saudek, Pavel Šrut, Miloslav Uličný a Jarmila Urbánková; napsala doslov; ilustrace Aubrey Beardsley. Praha: ČS, 1976
- Fraška se zbraněmi – James Aldridge; z angličtiny. Praha: ČS, 1977
- Marxismus a poezie – George Thomson; z angličtiny; předmluva Benjamina Farringtona. Praha: ČS, 1979
- Verše proti smrti: antologie protifašistické poezie socialistických zemí – s dalšími. 1980
- Posečkej, slunce! – Dora Gabeová; z bulharských originálů vybrala Hana Reinerová; doslov napsala Dana Hronková. Praha: Odeon, 1981
- Bulharská poezie 20. století – s dalšími. 1983
- Nové hvězdy nad Triglavem: výbor ze současné slovinské poezie – Oton Berkopec; ilustroval Václav Bláha; přeložili Oton Berkopec, Jarmila Urbánková, Vilém Závada. Praha: Odeon, 1983
- Čítanka bulharské literatury – s dalšími. 1984
- Jak plachá voda – Vaťo Rakovski. 1984
- Pokušení bohatých – Kate Coscarelli. 1992
- Dieťa smrti – Arthur Herzog; z angličtiny. Bratislava: Gemini, 1993
- Samson Agonistes – John Milton; obálka a ilustrace Kateřina Němcová. Třebíč: Arca JiMfa, 1996
- Egyptologie: hledání Usirovy hrobky: deník slečny Emily Sandsové, listopad 1926 – z angličtiny přeložila Daniela Krolupperová; překlad básně Ozymandias Jarmila Urbánková ...; překlad první části básně z Knihy mrtvých František Lexa ... Praha: Albatros, 2019

Bez nakladatele